# Magomed Paragwl'gov
Magomed Paragwl'gov (in kazako Магомед Парагульгов?; Almaty, 26 marzo 1994) è un calciatore kazako, centrocampista dell'Han-Táńiri.

## Carriera

### Club
Ha giocato nella prima divisione kazaka, in quella cipriota ed in quella georgiana.

### Nazionale
Dopo aver precedentemente giocato anche con la nazionale kazaka Under-17, nel 2018 ha giocato 2 partite con la nazionale maggiore.

## Palmarès

### Club

#### Competizioni nazionali
- Coppa del Kazakistan: 1

Qairat: 2017